# Eucorymbia
Eucorymbia é um género botânico pertencente à família Apocynaceae.